# Starman, el hombre de las estrellas
Starman, el hombre de las estrellas (título original: Starman) es una película estadounidense de 1984, dirigida por John Carpenter y protagonizada por Jeff Bridges y Karen Allen en los papeles principales. Cuenta la historia de un extraterrestre humanoide que llega a la Tierra en respuesta a un mensaje enviado por la nave espacial Voyager II. El guion original fue escrito por Bruce A. Evans y Raynold Gideon. Bridges fue nominado a un premio de la academia por esta interpretación.
La película también inspiró una secuela en forma de serie corta de televisión del mismo nombre estrenada en 1986.

## Argumento
Un vehículo espacial se estrella en el planeta Tierra, en Wisconsin, Estados Unidos. A bordo viaja un extraterrestre con la misión de contactar con los terrestres en respuesta al mensaje enviado en la nave espacial Voyager II.
A cierta distancia del accidente vive una joven viuda, Jenny Hayden, en una aislada cabaña quien aún no logra superar la muerte de su esposo y lidia con su doloroso recuerdo. El extraterrestre se presenta ante ella, buscando un contacto con un humano. Para facilitar el encuentro, asume el aspecto del recientemente fallecido marido de Jenny, Scott Hayden. Al asumir su nuevo cuerpo, Starman tiene que aprender rápidamente a moverse, caminar y hablar en inglés para comunicarse. 
Llegado el momento, Jenny sufre un terrible shock al verlo en su casa, pero Starman logra calmarla y convencerla de su presencia y su misión. Concluye también que su objetivo ha fracasado y que corre el riesgo de no poder regresar a su planeta si no logra llegar en tres días a un punto específico en el desierto de Arizona, el Cráter Barringer, para ser rescatado por sus compañeros de viaje. Si no lo logra, moriría también en el planeta. Jenny cambia su actitud hacia Starman, al comprender quién es, al ver su naturaleza pacífica y también su situación desamparada y juntos emprenden el viaje hacia Arizona con su coche.
Sin embargo el accidente de Starman no ha pasado desapercibido para las autoridades estadounidenses y por ello un agente de la Agencia de Seguridad Nacional, George Fox, es comisionado para capturar a Starman ignorando que había venido en respuesta al mensaje del Voyager II, como descubrió el científico Mark Shermin al investigar la nave espacial estrellada.
Con los agentes del gobierno pisándoles los talones, y pasando por varias difíciles situaciones, Jenny va enamorándose gradualmente de Starman, y, en una última etapa de su viaje, incluso hacen el amor, quedando Jenny embarazada de él. Starman se da cuenta y le da a Jenny unos consejos para su futuro hijo. Finalmente llegan al lugar del encuentro y ocurre la triste despedida, dejando la esperanza en un utópico reencuentro en el futuro.

## Reparto
- Jeff Bridges - Starman / Scott Hayden
- Karen Allen - Jenny Hayden
- Charles Martin Smith - Mark Shermin
- Richard Jaeckel - George Fox
- Robert Phalen - Mayor Bell

## Producción
La producción cinematográfica  tuvo una gestación muy complicada, que duró casi cinco años, por la que pasaron siete guionistas y seis directores. Además necesitó del estreno de E.T. para que finalmente pudiese arrancar. John Carpenter aceptó hacer la película para poder sobrevivir en su carrera después del debacle de La cosa (1982) y la banda sonora instrumental fue compuesta por Jack Nitzsche.

## Recepción
Starman recaudó $2.872.022 en su primer fin de semana, debutando en la posición n.º 6. Se estrenó la misma semana que la película Dune de David Lynch y una semana después del estreno de 2010: The Year We Make Contact de Peter Hyams. Recaudó un total de $28.744.356 en Estados Unidos y Canadá. El sitio de internet Rotten Tomatoes reporta que Starman obtuvo un 81% de índice de audiencia aprobatorio basado en 26 reseñas, cuyo consenso general fue: "Lo que inicia como una obra de ciencia ficción termina convirtiéndose en un drama poco común de la mano de la cuidadosa dirección de John Carpenter".